# Trichodesma pulchella
Trichodesma pulchella is een keversoort uit de familie klopkevers (Anobiidae). De wetenschappelijke naam van de soort is voor het eerst geldig gepubliceerd in 1903 door Schaeffer.